# Erik van Cuyk
Erik van Cuyk (Deventer) is een autonoom Nederlands fotograaf. Hij studeerde rechten aan de Radboud Universiteit Nijmegen en werkte enkele jaren in het bedrijfsleven, voordat hij zich wijdde aan de fotografie. Hij studeerde af aan de Fotoacademie in Amsterdam. Zijn afstudeerproject, over de Arnhemse wijk Rijnwijk, werd gepubliceerd door Lecturis en opgenomen in de fotocollectie van Martin Parr in Tate Modern, Londen. Het project werd getoond op internationale festivals zoals Rencontres d’Arles (FR), Photoville New York (VS), en Voies Off Arles.

Van Cuyks fotografie kenmerkt zich door een documentaire benadering met een esthetische, vormgerichte invalshoek. Zijn werk werd gepresenteerd in musea zoals Valkhof Museum en gepubliceerd in onder andere NRC, de Volkskrant en het British Journal of Photography. In 2025 werd hij door beroepsorganisatie DuPho verkozen tot een van de tien toonaangevende fotografen binnen de DuPho Selection of '25.

Fotograaf Erik van Cuyk werkt aan documentair project in het Arnhemse Rijnwijk

## Thema's
Terugkerende thema’s in het werk van Erik Van Cuyk zijn sociale ongelijkheid, jeugd en veerkracht, evenals de relatie tussen mens en omgeving. Van Cuyk onderzoekt vergankelijkheid en de esthetiek van alledaagse materialen binnen een bredere maatschappelijke context. Zijn beelden worden vaak gezien als visuele reflecties op onze tijd, waarin natuurlijke en stedelijke elementen samenkomen in een spel van vorm, structuur en verval.
Van Cuyk stelt dat vorm voor hem belangrijker is dan inhoud. In zijn woorden: "In een wereld waarin inhoud vaak vluchtig is of ontworpen om te verkopen of te manipuleren, onthullen vormen een stille, blijvende waarheid." Hij fotografeert zowel natuurlijke als door de mens gemaakte structuren en legt de spanning vast tussen controle en overgave, orde en chaos. Zijn werk nodigt uit tot vertraging en beschouwing, en zoekt naar poëzie in het alledaagse.

## Biografie
Na een loopbaan in de juridische en zakelijke wereld besloot Erik van Cuyk zich volledig toe te leggen op fotografie. Zijn achtergrond in rechten gaf hem een scherp bewustzijn van maatschappelijke structuren, iets wat later een belangrijk thema in zijn werk zou worden. Hij voltooide zijn fotografiestudie aan de Fotoacademie in Amsterdam, waar hij zich ontwikkelde tot een autonoom fotograaf met een sterke visuele signatuur. 
Zijn eerste grote project, over de sloopwijk Rijnwijk in Arnhem, markeerde zijn doorbraak en trok internationale aandacht. De bekende Britse kunstenaar/fotograaf Martin Parr nam het op in zijn Tate Modern Collection. Het toonaangevende fotografie magazine British Journal of Photography. 
schreef er een artikel over. Daarna volgden meerdere boekpublicaties en tentoonstellingen waaronder het Arles Fotofestival Voies Off-Emerging European Talent (FR). In 2021 maakte hij met Playground 2020 een serie portretten van jongeren in de publieke ruimte, waarmee hij stereotypes rond jongerencultuur tijdens de coronaperiode doorbrak. Het werk werd geëxposeerd op het Fotofestival Naarden en besproken in onder meer NRC van 25 juni 2021: "Elke stoeprand een skatebaan". De Britse kunstrecensente Marigold Warner scheef er een review over.
In 2022 verscheen het boek Schapen heb je al genoeg, waarin Van Cuyk samen met journalist Remco Kock en initiatiefnemer Dominique Vos dertig karakteristieke Arnhemmers portretteerde. De publicatie werd goed ontvangen en gepresenteerd in de Rembrandtzaal in Arnhem.
Tussen 2021 en 2024 werkte Van Cuyk intensief aan een meerjarig project in Zuid-Londen, waarin hij drillrappers en jongeren uit wijken met hoge criminaliteit in beeld bracht. Gewapend met een mobiele buitenstudio 'a la Avedon', legde hij zowel rauwe straatbeelden als intieme portretten vast. Het resulterende boek, I Don’t Fold Under Pressure (2024), werd gepresenteerd in de Melkweg te Amsterdam en besproken in landelijke media. Zijn aanpak werd geprezen om de combinatie van sociaal engagement en esthetische kracht.  Radio- en TV maker en journalist Lex Bohlmeijer sprak in een radio-uitzending een recensie uit over de fotografie in het boek, waarbij hij inging op de romantische benadering van rauwe thema’s. Hij prees Van Cuyk om deze esthetische en inhoudelijke aanpak.
Volkskrant Magazine plaatste een foto van Van Cuyk uit de Zuid-Londen serie in een artikel over veerkracht in fotografie geschreven en samengesteld door journalist Arno Haijtema met de titel: "Onverminderd hoopvol" en met fotografie van onder meer Nan Goldin, Martin Parr, Mitch Epstein en Dana Lixenberg.
Naast stedelijke thema’s onderzoekt Van Cuyk ook de menselijke relatie met natuur en landschap. In 2024 toonde Museum Het Valkhof werk van hem in de duo-expositie De Wandeling, waarin verstilling en vorm een centrale rol speelden.
Door de jaren heen ontwikkelde hij een consistente beeldtaal waarin vorm, structuur en vergankelijkheid steeds terugkeren. Zijn projecten bewegen zich op het snijvlak van sociale documentaire en visuele poëzie. In 2025 werd Van Cuyk opgenomen in de ‘Selection of 25’ van beroepsorganisatie DuPho als een van de meest toonaangevende Nederlandse fotografen van dat jaar.

## Fotoboeken

#### 1. Rijnwijk, mijn wijk / Rijnwijk, my neighbourhood[11]
Auteur: Erik van Cuyk. Uitgever: Lecturis. Publicatiejaar: 2019. ISBN 978-9462263420. Pagina's: 92. Taal: Nederlands.Formaat: 308 x 240 mm. Bindwijze: Hardcover
Dit boek biedt een indringend portret van de Arnhemse wijk Rijnwijk, die op het punt stond gesloopt te worden. Van Cuyk documenteert het leven en de bewoners van deze volkswijk met intense portretten en verstilde beelden van een verdwijnende omgeving.

#### 2. I Don't Fold Under Pressure[12]
Auteur: Erik van Cuyk. Uitgever: Lecturis. Publicatiejaar: 2024. ISBN 978-9462265103. Pagina's: 198. Taal: Nederlands / Engels. Formaat: 170 x 230 mm. Bindwijze: Softcover. 
In dit boek onderzoekt Van Cuyk het leven van jongeren in door geweld geteisterde wijken in Zuid-Londen, zoals Brixton, Croydon en Lewisham. Met een mobiele buitenstudio portretteert hij drillrappers en andere jongeren die te maken hebben met bendeleven en 'knifecrime'. Het project biedt een unieke blik op grootstedelijke problematiek en de veerkracht van jongeren.

#### 3. Schapen heb je al genoeg[13].
Fotografie: Erik van Cuyk. Tekst: Remco Kock en Dominique Vos. Uitgever: Eigen beheer. Publicatiejaar: 2022. 
Dit boek is een ode aan dertig markante inwoners van Arnhem, ook wel 'paradijsvogels' genoemd. Met kleurrijke verhalen en indringende foto's biedt het een uniek tijdsbeeld van de stad en haar bewoners.